# Plecoptera nigrilunata
Plecoptera nigrilunata là một loài bướm đêm trong họ Erebidae.